# Гроба на монаха
Вижте пояснителната страница за други значения на Гроба на монаха.
Гроба на монаха е гроб на загиналият през 1931 г. младеж Владимир Спространов (Владимиръ Спространовъ). Разположен е в Мальовишкия дял на Северозападна Рила, Рила планина. Намира се на 2500 m надморско равнище.
На юг от Мальовишкия траверс между Орловец и Петлите, западно от Синия улей (един от Злите потоци) се намира Гроба на монаха. На дървен кръст има закрепена метална плоча на която са нанесени данни за починалия Владимир Спространов, род. 1911 г. - поч. 1931 г. Отдолу под името седи надписът "Отъ майка му". За инцидента има съобщение в сп. Български турист, от брой 9 от ноември 1931 г. Владимир Спространов е бил оставен в Рилския манастир от майка си да летува . На 25 август заедно с два възрастни туристи са отправил на излет в планината към Рупите. Увлечен от катеренето той се отделил от другарите си и при подхлъзване пада от 300 m височина. Понеже се било свечерило, един от спътниците му се върнал в манастира, а другия останал при тялото. На другия ден било организирана експедиция която едва го намерила. Пренасянето на тялото не било възможно, поради това Спространов бил погребан на мястото на инцидента.